# Aeroportul Vancouver Harbour Water
Aeroportul Vancouver Harbour Water (IATA: CXH, ICAO: CYHC) este un aeroport din Vancouver, Metro Vancouver Regional District⁠(d), Columbia Britanică, Canada ce deservește zona Vancouver. Aeroportul a fost tranzitat în 2016 de 258.028 de pasageri. A fost numit după zona deservită.
Situat la o altitudine de 0 m, aeroportul dispune de o singură pistă. Este operat de Harbour Air⁠(d).